# Vinago
Vinago è una frazione del comune italiano di Mornago posta a sud del centro abitato, verso Besnate.

## Storia
Vinago è un piccolo centro abitato di antica origine, appartenente alla pieve di Somma nel Milanese.
Registrato agli atti del 1751 come un borgo di 122 abitanti, nel 1786 Vinago entrò per un quinquennio a far parte dell'effimera Provincia di Varese, per poi cambiare continuamente i riferimenti amministrativi nel 1791, nel 1798 e nel 1799. Alla proclamazione del Regno d'Italia nel 1805 risultava avere 160 abitanti. In età napoleonica (1809) il Comune di Vinago venne soppresso e aggregato a Crugnola; solo due anni dopo anche il comune di Crugnola venne soppresso, e aggregato a Menzago. Tutti i comuni recuperarono l'autonomia nel 1816, in seguito all'istituzione del Regno Lombardo-Veneto.
All'Unità d'Italia (1861) Vinago contava 251 abitanti. Il comune venne soppresso nel 1869 e aggregato stavolta al comune di Mornago.